# 14. Arany Málna-gála
A 14. Arany Málna-gálán (Razzies) – az Oscar-díj-átadó paródiájaként – az amerikai filmipar 1993. évi legrosszabb alkotásait, illetve alkotóit díjazták kilenc kategóriában. A díjazottak megnevezésére 1994. március 20-án, a 66. Oscar-gála előtti estén került sor a Hollywood Roosevelt Hotel „Academy” termében.
Az 1994. évi díjkiosztón az „elismerésben” részesítettek mezőnye viszonylag szétszóródott. A legtöbb jelölést Adrian Lyne romantikus drámája, a Tisztességtelen ajánlat és Phillip Noyce erotikus thrillerje, a Sliver kapta; a 7-7 jelölésből az előbbi 3 díjat „el is vitt”. 6 jelölésből egy díjat kapott A tanú teste, és 6, illetve 4 jelölést kapott Az utolsó akcióhős, valamint a Cliffhanger – Függő játszma. Díjazták Burt Reynolds (Hátulgombolós hekus), Madonna (A tanú teste) és Faye Dunaway (A beugró) színészi teljesítményét; a legrosszabb új sztár pedig Janet Jackson lett, a Hazug igazságban.

## Díjazottak és jelöltek
| „Győztes” |

| Kategória                        | „Győztesek” és jelöltek |
| -------------------------------- | --- |
| Legrosszabb film                 | Tisztességtelen ajánlat, producer: Sherry Lansing (Paramount Pictures)                                                                           |
| Legrosszabb film                 | A tanú teste, producer: Dino De Laurentiis (Metro-Goldwyn-Mayer/United Artists)                                                                  |
| Legrosszabb film                 | Cliffhanger – Függő játszma, producer: Renny Harlin és Alan Marshall (TriStar Pictures)                                                          |
| Legrosszabb film                 | Az utolsó akcióhős, producer: John McTiernan (Columbia)                                                                                          |
| Legrosszabb film                 | Sliver, producer: Robert Evans (Paramount Pictures)                                                                                              |
| Legrosszabb férfi főszereplő     | Burt Reynolds – Hátulgombolós hekus |
| Legrosszabb férfi főszereplő     | William Baldwin – Sliver |
| Legrosszabb férfi főszereplő     | Willem Dafoe – A tanú teste |
| Legrosszabb férfi főszereplő     | Robert Redford – Tisztességtelen ajánlat |
| Legrosszabb férfi főszereplő     | Arnold Schwarzenegger – Az utolsó akcióhős |
| Legrosszabb női főszereplő       | Madonna – A tanú teste |
| Legrosszabb női főszereplő       | Melanie Griffith – Most jövök a falvédőről |
| Legrosszabb női főszereplő       | Janet Jackson – Hazug igazság |
| Legrosszabb női főszereplő       | Demi Moore – Tisztességtelen ajánlat |
| Legrosszabb női főszereplő       | Sharon Stone – Sliver |
| Legrosszabb férfi mellékszereplő | Woody Harrelson – Tisztességtelen ajánlat |
| Legrosszabb férfi mellékszereplő | Tom Berenger – Sliver |
| Legrosszabb férfi mellékszereplő | John Lithgow – Cliffhanger – Függő játszma |
| Legrosszabb férfi mellékszereplő | Chris O’Donnell – A három testőr |
| Legrosszabb férfi mellékszereplő | Keanu Reeves – Sok hűhó semmiért |
| Legrosszabb női mellékszereplő   | Faye Dunaway – A beugró |
| Legrosszabb női mellékszereplő   | Anne Archer – A tanú teste |
| Legrosszabb női mellékszereplő   | Sandra Bullock – A pusztító |
| Legrosszabb női mellékszereplő   | Colleen Camp – Sliver |
| Legrosszabb női mellékszereplő   | Janine Turner – Cliffhanger – Függő játszma |
| Legrosszabb rendező              | Jennifer Lynch – Dobozba zárt szerelem |
| Legrosszabb rendező              | Uli Edel – A tanú teste |
| Legrosszabb rendező              | Adrian Lyne – Tisztességtelen ajánlat |
| Legrosszabb rendező              | John McTiernan – Az utolsó akcióhős |
| Legrosszabb rendező              | Phillip Noyce – Sliver |
| Legrosszabb forgatókönyv         | Tisztességtelen ajánlat, forgatókönyv: Amy Holden Jones, Jack Engelhard regénye alapján                                                          |
| Legrosszabb forgatókönyv         | A tanú teste, írta: Brad Mirman |
| Legrosszabb forgatókönyv         | Cliffhanger – Függő játszma, forgatókönyv: Michael France és Sylvester Stallone; John Long ötlete alapján                                        |
| Legrosszabb forgatókönyv         | Az utolsó akcióhős, forgatókönyv: Shane Black és David Arnott; Zak Penn és Adam Leff ötlete alapján                                              |
| Legrosszabb forgatókönyv         | Sliver, forgatókönyv: Joe Eszterhas, Ira Levin regénye alapján                                                                                   |
| Legrosszabb új sztár             | Janet Jackson – Hazug igazság |
| Legrosszabb új sztár             | Roberto Benigni – A Rózsaszín Párduc fia |
| Legrosszabb új sztár             | Mason Gamble – Dennis, a komisz |
| Legrosszabb új sztár             | Norman D. Golden II – Hátulgombolós hekus |
| Legrosszabb új sztár             | Austin O'Brien – Az utolsó akcióhős |
| Legrosszabb „eredeti” dal        | Addams Family 2. – Egy kicsivel galádabb a család „Whoomp!” című dala, zene és szöveg: Ralph Sall, Steve Gibson és Cecil Glenn                   |
| Legrosszabb „eredeti” dal        | Az utolsó akcióhős „Big Gun” című dala, írta: Angus Young és Malcolm Young                                                                       |
| Legrosszabb „eredeti” dal        | Tisztességtelen ajánlat „In All the Right Places (You Love Me)” című dala, zene: John Barry, szöveg: Lisa Stansfield, Ian Devaney és Andy Morris |

## A kategóriákban előforduló filmek
| Jelölés | Díj | Magyar cím                                        | Eredeti cím             |
| ------- | --- | ------------------------------------------------- | ----------------------- |
| 7       | 3   | Tisztességtelen ajánlat                           | Indecent Proposal       |
| 7       | 0   | Sliver                                            | Sliver                  |
| 6       | 1   | A tanú teste                                      | Body of Evidence        |
| 6       | 0   | Az utolsó akcióhős                                | Last Action Hero        |
| 4       | 0   | Cliffhanger – Függő játszma                       | Cliffhanger             |
| 2       | 1   | Hátulgombolós hekus                               | Cop and a Half          |
| 2       | 1   | Hazug igazság                                     | Poetic Justice          |
| 1       | 1   | A beugró                                          | The Temp                |
| 1       | 1   | Addams Family 2. – Egy kicsivel galádabb a család | Addams Family Values    |
| 1       | 1   | Dobozba zárt szerelem                             | Boxing Helena           |
| 1       | 0   | A három testőr                                    | The Three Musketeers    |
| 1       | 0   | A Rózsaszín Párduc fia                            | Son of the Pink Panther |
| 1       | 0   | A pusztító                                        | Demolition Man          |
| 1       | 0   | Dennis, a komisz                                  | Dennis the Menace       |
| 1       | 0   | Most jövök a falvédőről                           | Born Yesterday          |
| 1       | 0   | Sok hűhó semmiért                                 | Much Ado About Nothing  |